# Láá Láá Bwamu jezik
láá láá bwamu (ISO 639-3: bwj; kàdenbà, yere), jezik gurske podskupine bwamu, nigersko-kongoanska porodica, kojim govori 69 210 ljudi (2000 WCD) u provincijama Tuy i Les Balés u Burkina Faso, osobito u i oko sela Bagassi, Pâ i Boni. Govori se poglavito kod kuće. Kao drugi jezik, za potrebe trgovine i sličnog, koriste jezik jula.

## Vanjske poveznice
- Ethnologue (14th)
- Ethnologue (15th)